# Nguyễn Công Thành
Nguyễn Công Thành (sinh 1956) là một sĩ quan cấp cao trong Quân đội nhân dân Việt Nam, hàm Thiếu tướng, nguyên Phó Chủ nhiệm Tổng cục Kỹ thuật.

## Thân thế và sự nghiệp
- Ông từng học tại Học viện Kỹ thuật Quân sự
- Năm 2007, ông được bổ nhiệm giữ chức Phó Cục trưởng Cục Kỹ thuật Quân chủng Hải quân
- Năm 2009, ông được bổ nhiệm giữ chức Cục trưởng Cục Kỹ thuật Quân chủng Hải quân
- Năm 2010, ông được bổ nhiệm giữ chức Phó Chủ nhiệm Tổng cục Kỹ thuật
- Năm 2016, ông nghỉ chờ hưu.